# Fritz Gruber
Fritz Gruber (* 28. Mai 1940 in Spittal an der Drau; † 22. Jänner 2022) war ein österreichischer Montanhistoriker und Autor im Bereich der Geschichte der Tauern und des Bergbauwesens des Gasteiner- und Raurisertals. Außerdem verfügte er über ausgezeichnete Kenntnisse der Botanik und hatte ein Herbar mit ca. 7000 Exsiccaten.

## Leben
Fritz Gruber lebt im Bad Gasteiner Ortsteil Böckstein, von wo aus er seit 30 Jahren montanhistorische Forschungen im In- und Ausland betreibt. Er studierte in Wien und Salzburg Germanistik und Anglistik und promovierte 1968, seine Dissertation befasste sich mit mittelalterlichen und frühneuzeitlichen Ausdrücken der Bergmannssprache.
Speziell auf dem Gebiet der Erforschung der Tauern beschäftigte er sich mit der allgemeinen Geschichte des Gasteinertales, das auch eng mit dem Badewesen verbunden ist. Ebenso gilt sein Interesse der Ortsnamenkunde sowie dem Goldbergbau im Gasteiner- und Raurisertal.
Neben seiner Tätigkeit als Lehrer betätigte er sich als Autor in der Bergbaugeschichte und vorrangig mit der Erfassung der regionalen botanischen Besonderheiten. So ist er Mitarbeiter beim botanischen Bestimmungsbuch Exkursionsflora von Österreich. Im Gasteinertal wies er erstmals das Vorkommen von 150, in diesem Gebiet noch nicht erfassten Pflanzen nach.
In Bad Gastein war er an der Wiedereröffnung des Heimat- und Volkskundemuseums für das Gasteinertal in Bad Gastein sowie an der Gründung des Montanmuseums Altböckstein maßgeblich beteiligt.

## Veröffentlichungen (Auszug)
- Wanderführer Schlossalm (80 Seiten), Stubnerkogel (64 Seiten) und Graukogel (76 Seiten), Bad Hofgastein o. J., herausgegeben von der Gasteiner Bergbahnen AG im Eigenverlag.
- Veröffentlichungen zur Bergbaugeschichte in den Publikationsreihen Mitteilungen der Gesellschaft für Salzburger Landeskunde, res montanarum und Böcksteiner Montana, hier z. T. gemeinsam mit Karl-Heinz Ludwig.
- gemeinsam mit Karl-Heinz Ludwig: Gold- und Silberbergbau im Übergang von Mittelalter zur Neuzeit. Das Salzburger Revier von Gastein und Rauris, Böhlau, Köln/Wien 1987, 400 Seiten.
- Toponymie der Tauernlandschaft von Gastein und Rauris, ungedruckte Hausarbeit zur Erlangung der Lehramtsberechtigung für Mittelschulen (bei Univ.-Prof. Dr. I. Reiffenstein), Manuskript im Germanistischen Institut, Salzburg 1982, 190 Seiten.
- gemeinsam mit Karl-Heinz Ludwig: Salzburgs „Silberhandel“ im 16. Jahrhundert. Ein Beitrag zur Wirtschaftsgeschichte der Edelmetalle (= Böcksteiner Montana. Band 3), Leoben 1980, 59 Seiten.
- Das alte Gastein – unser Land im Bild, 1993.
- Das Raurisertal. Gold. Bergbaugeschichte, hrsg. von der Marktgemeinde Rauris, 2004, 256 Seiten.
- Der Edelmetallbergbau in Salzburg und Oberkärnten bis zum Beginn des 19. Jahrhunderts, in: Werner Paar, Wilhelm Günther, Fritz Gruber (Hrsg.): Das Buch vom Tauerngold. Salzburg 2006, S. 193–359 (zweite, stark erweiterte Auflage der Publikation „Schatzkammer Hohe Tauern“ vom Jahre 2000).
- Freispruch für die Gletscher: Unschuldig am Niedergang des Goldbergbaues in den Hohen Tauern. In: Mitteilungen der Gesellschaft für Salzburger Landeskunde. Jahrgang 56, 2010, S. 227–260 (zobodat.at [PDF]).
- Mosaiksteine zur Geschichte Gasteins und seiner Salzburger Umgebung: Bergbau – Badewesen – Bauwerke – Ortsnamen – Biografien – Chronologie, hrsg. vom Rotary Club Bad Gastein 2012 (= 30. Ergänzungsband der Mitteilungen der Gesellschaft für Salzburger Landeskunde).
- Die Gründe für den Niedergang des Edelmetallbergbaues in den Hohen Tauern, 1560–1600, in: res montanarum 56 (Jubiläums-Festschrift zum 50-jährigen Bestand des Montanhistorischen Vereins für Österreich), Leoben 2012, S. 245–282.
- Das Gold der Fugger. Gastein und Rauris – Bergbau der Fugger im Salzburger Land, hrsg. von der Fürst Fugger Privatbank, Augsburg 2014.
- Die 14 Artikel im Bauernkrieg von 1525: Sprachanalyse, Faktenchecks, Hintergründe und Fragen, in: Mitteilungen der Gesellschaft für Salzburger Landeskunde. Jahrgang 56, 2016, S. 105–185 (zobodat.at [PDF]).
- Vom Gold zum Radon-Heilstollen: Niedergang und Neuanfang des Edelmetallbergbaus in den Hohen Tauern zwischen dem 16. und dem 20. Jahrhundert, in: Der Anschnitt. Zeitschrift für Kunst und Kultur im Bergbau 1–2/2016, S. 14–34.
- Die Weitmoser und ihr Edelmetallbergbau in den Hohen Tauern. Eigenverlag des Montanvereins Via Aurea, Bad Hofgastein 2017, ISBN 978-3-200-04908-6 (über die Familie Weitmoser; mit einer Bibliographie Grubers auf S. 468–469).
- Gold unter Gletschereis, Montanverein Via Aurea, 2018.
- Über 1000 Jahre Gastein, 2021, ISBN 978-3-200-07389-0.

## Auszeichnungen
- Berufstitel Oberstudienrat
- 1984: Berufstitel Professor
- Kulturpreis der Stadt Bad Gastein
- 2010: Österreichische Ehrenkreuz für Wissenschaft und Kunst[2][3]
- 2011: Goldenes Verdienstzeichen des Landes Salzburg

## Würdigung
Der Dr. Fritz Gruber-Wanderweg wurde 2010 nach ihm benannt. Dieser Weg führt vom Parkplatz in Sportgastein über die Mittelstation der Goldbergbahn zum Knappenbeutelsee und weiter zum Gipfel des Kreuzkogels.